# Adosinda
Adosinda (¿728?-después de 785) fue una reina de Asturias. Era hija de Alfonso I de Asturias y de la reina Ermesinda.  

## Biografía
Era hija de Alfonso I  y de la reina Ermesinda. Por parte paterna era nieta del duque Pedro de Cantabria y por parte materna eran sus abuelos don Pelayo y su esposa, Gaudiosa. Su hermano fue el rey Fruela I. Tras el asesinato de este último, Adosinda, temiendo por la vida de su sobrino Alfonso, hijo de su difunto hermano, lo envió al monasterio de San Julián de Samos en Lugo, a fin de darle protección y formación cultural.
Tras el asesinato de su hermano permaneció en la corte bajo la protección del rey Aurelio. Es en esta época cuando conoció a Silo, un ricohombre de la zona de Pravia. Lo eligió como esposo, hecho inusual en la época y, tras la muerte del rey Aurelio, ocurrida en el año 774, su esposo, Silo, pasó a ser rey, convirtiéndose de ese modo Adosinda en reina consorte. Su esposo reinó desde 774 hasta 783.
Al morir su esposo en el año 783 sin dejar descendencia, Adosinda intervino en la elección de su sucesor, que pasó a ser su sobrino Alfonso, hijo de su hermano, el rey Fruela I. No obstante, el rey Mauregato, medio hermano de la reina Adosinda, expulsó del trono a Alfonso y se apropió de él, obligando con ello al depuesto rey a refugiarse en Álava. 
Debido al apoyo que había prestado a su sobrino, la posición de Adosinda en la corte se hizo insegura y fue obligada a ingresar en el monasterio de San Juan de Santianes de Pravia, donde profesó como religiosa el 26 de noviembre de 783 o 785 según el cronista Ambrosio de Morales, en presencia del abad Fidel y de Beato y Eterio, siendo estos dos últimos conocidos por la controversia que mantuvieron con Elipando, arzobispo de Toledo.

## Sepultura

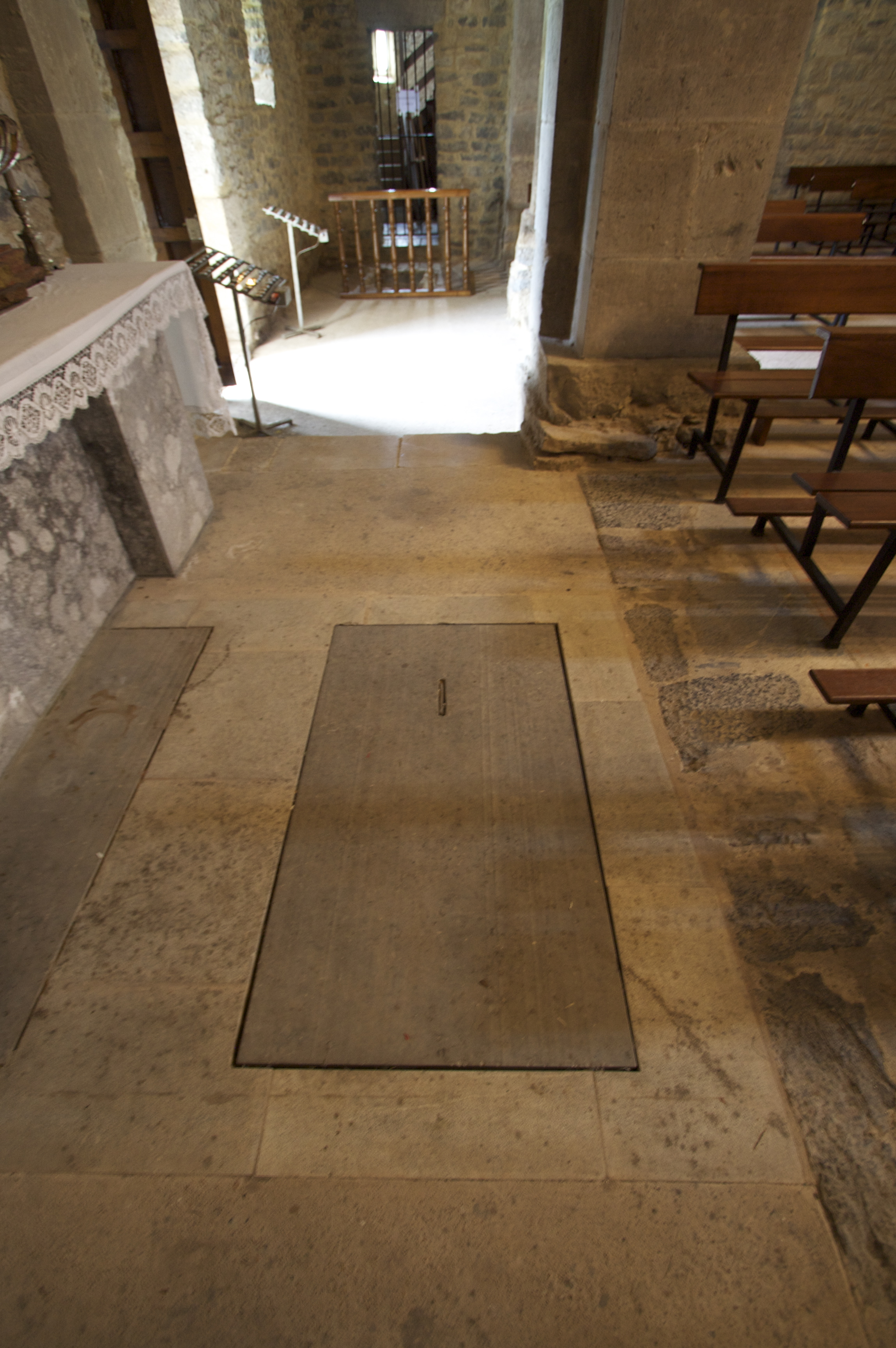
Tumba de la reina Adosinda. Iglesia de San Juan de Santianes de Pravia

El cadáver de la reina Adosinda recibió sepultura en la iglesia de San Juan de Santianes de Pravia, en la que había sido enterrado su esposo, el rey Silo, quien había ordenado erigir dicho templo. En la iglesia de San Juan de Santianes de Pravia aún se conserva la tumba en la que se supone que yacen los restos del rey y los de su esposa, la reina Adosinda. En el mismo templo había sido sepultado el rey Mauregato, hijo ilegítimo del rey Alfonso I y medio hermano de la reina Adosinda.
| Predecesora: Munia de Álava | Reina consorte de Asturias 774-783 | Sucesora: Creusa |